# Свіязька провінція
Свіязька провінція — одна з провінцій Московського і з 1721 року Російської імперії. Центр — місто Свіязьк.
Свіязька провінція була утворена в складі Казанської губернії за указом Петра I «Про устрій губерній і про визначення в них правителів» у 1719 році. До складу провінції були включені міста Свіязьк, Васильсурськ, Кокшайськ, Козьмодем'янськ, Царевококшайськ, Царево-Санчурськ, Цивільськ, Чебоксари, Яранськ. Провінція поділялася на повіти: Свіязький, Чебоксарський, Цивільський, Козьмодем'янський, Кокшайський і Царевококшайський.
У листопаді 1775 року поділ губерній на провінції було скасовано.